# Philip Billing
Philip Billing (* 11. června 1996 Kodaň) je dánský profesionální fotbalista, který hraje na pozici středního záložníka za anglický klub AFC Bournemouth a za dánský národní tým.

## Klubová kariéra
Billing se narodil v Kodani. Po angažmá v dánském Esbjergu přestoupil v roce 2013 do Huddersfieldu Town. V říjnu 2013 podepsal Billing s klubem čtyřletou profesionální smlouvu. Dne 26. dubna 2014 debutoval v A-týmu jako náhradník při prohře 2:0 s Leicesterem City. V základní sestavě Terriers se poprvé objevil o 18 měsíců později, když 3. listopadu 2015 odehrál celé utkání s Readingem. Svůj první gól za klub vstřelil 13. února 2016 v utkání proti Nottinghamu Forest na City Ground, které Terriers vyhráli 2:0. Billing dostával v týmu pomalu stále více prostoru a v březnu 2016 podepsal novou smlouvu.
V sezóně 2016/17 odehrál 24 zápasů a vstřelil celkem dva góly a pomohl tak k postupu do Premier League. Po sezóně byl Billing vyhlášen nejlepším mladým hráčem v Huddersfieldu a jeho gól proti Cardiffu City z listopadu 2016 byl zvolen nejlepším gólem sezóny.
Ve své první sezóně v anglické nejvyšší soutěži však kvůli operaci kotníku odehrál jen 16 utkání, ve kterých se střelecky neprosadil. V následující sezóně se Billing stal stabilním členem základní sestavy, nicméně ani jeho 2 vstřelené branky nepomohli Huddersfieldu k udržení se v nejvyšší soutěži. V březnu 2019 se Billing stal obětí rasistických urážek na sociálních sítích; věc byla nahlášena policii. Teprve šestnáctiletý fanoušek byl v Anglii zatčen za to, že na internetu rasisticky urážel záložníka Huddersfieldu.
V červenci 2019 dotáhl Bournemouth příchod Billinga za 15 milionů liber. V novém působišti podepsal Billing pětiletou smlouvu. Billing vstoupil do své první sezóny v Bournemouthu velmi dobře, nastoupil do prvních čtyř zápasů v Premier League a byl nominován na cenu pro nejlepšího hráče měsíce srpna. Billing vstřelil své první góly za klub ve třetím kole FA Cupu proti Lutonu Town. Poté vstřelil svůj první gól v Premier League v dresu Cherries, když 1. února vstřelil úvodní branku proti Aston Ville při výhře 2:1. Billing v sezóně 2019/20 odehrál 34 ligových utkání, nicméně nedokázal odvrátit sestup Bournemouthu do Championship.
V letech 2020 až 2022 hrál Billing za Bournemouth v druhé anglické nejvyšší soutěži a stal se jedním z nejdůležitějších hráčů klubu. V Championship odehrál během těchto dvou sezón 76 utkání, v nichž vstřelil 18 branek a asistoval na dalších 14 gólů. V létě 2022 postoupil Bournemouth zpátky do Premier League.
Dne 4. března 2023 vstřelil Billing úvodní gól při venkovní prohře 3:2 s Arsenalem. Jeho gól, který vstřelil 9,11 sekund po úvodním hvizdu, byl druhým nejrychlejším gólem v historii Premier League. V sezóně 2022/23 odehrál Billing 36 utkání v nejvyšší soutěži, ve kterých vstřelil 7 branek.

## Reprezentační kariéra
Billing se narodil v Dánsku dánské matce a nigerijskému otci. V listopadu 2018 Billing odmítl nabídku reprezentovat Nigérii. V březnu 2019 byl poprvé povolán do dánské seniorské reprezentace. Debutoval 7. října 2020 v přátelském utkání proti Faerským ostrovům (výhra 4:0). Svůj první soutěžní zápas v dánské reprezentaci odehrál 13. června 2022, kdy odehrál poločas utkání proti Rakousku v Lize národů.